# Pachycnema albosquamosa
Pachycnema albosquamosa är en skalbaggsart som beskrevs av Dombrow 1998. Pachycnema albosquamosa ingår i släktet Pachycnema och familjen Melolonthidae. Inga underarter finns listade i Catalogue of Life.